# リマインダー (Apple)
リマインダー は、Apple が iOS、iPadOS、macOS、watchOS、visionOS プラットフォーム向けに開発したタスク管理プログラムで、ユーザーがリストを作成したり、自分で通知を設定したりすることができる。 このアプリは iOS 5 と OS X 10.8 "Mountain Lion" で初めて導入され、iOS 13 のリリースに合わせてゼロから再構築された。

## 特徴
リマインダーは、画面上部にある「今日」、「スケジュール済み」、「すべて」、「フラグ付き」の 4 つのカテゴリに分類されます。ユーザーは独自のリマインダー リストを作成することもできる。 新しいリマインダーはリストに配置したり、サブタスクとして設定したりすることができ、 優先度タグ、リマインダーに関するメモ、画像または URL の添付ファイルなど、 いくつかの詳細を含めることができる。
タスクは、リマインダーが設定された時間の 24 時間前に 通知センター に表示されます。さらに、リマインダーにアラームを設定すると、特定の日時に、エリアの周囲の ジオフェンス を越えたとき、または設定された連絡先に メッセージ が入力され始めたときに、ユーザーに通知を送信できる。 時間ベースのアラートが設定されている場合は、毎日、毎週、2 週間ごと、毎月、または毎年繰り返すことができる。
リマインダーは完了としてマーク（チェック）され、自動的に非表示になる。 リストは iCloud を介してiOSとmacOS間で同期できるほか、他の連絡先と共有することもできます。共有すると、リストにアクセスできる人なら誰でもタスクを追加したり完了したりすることができ、特定のリマインダーをさまざまな人に割り当てることができる。